# Akaki Shanidze
Akaki Gavrilovich Shanidze (tiếng Gruzia: აკაკი შანიძე) (26 tháng 2 năm 1887 - 29 tháng 3 năm 1987) là một nhà ngôn ngữ học và nhà triết học Gruzia. Ông là một trong những người sáng lập của Đại học Nhà nước Tbilisi (1918) và Viện sĩ của Viện hàn lâm Khoa học quốc gia Gruzia (1941), Tiến sĩ Ngữ văn Khoa học (1920), Giáo sư (1920).
Shanidze tốt nghiệp từ Đại học St Petersburg vào năm 1909. Nhiều tác phẩm của ông đã có sức ảnh hưởng nặng nề nghiên cứu học thuật hiện đại của Gruzia và các ngôn ngữ liên quan.